# Halim (album)
 (décembre 2019).
Albums de Natacha Atlas
Diaspora
(1995) Gedida
(1995)
Singles
1. Amulet
Sortie : 1997
2. L'Égyptienne
Sortie : 1998

Halim est le deuxième album solo de la chanteuse belge de musiques du monde Natacha Atlas. Il est publié par Nation Records (en) en 1997. L'album est principalement produit par Transglobal Underground et John Reynolds (en).
L'album est dédié au chanteur égyptien Abdel Halim Hafez, dont la « musique signifiait tout » pour elle.

## Liste des titres
| 1.    | Marifnaash              | 4:48 |
| 2.    | Moustahil               | 3:32 |
| 3.    | Amulet                  | 4:57 |
| 4.    | Leyli                   | 3:42 |
| 5.    | Kidda                   | 5:09 |
| 6.    | Sweeter than any Sweets | 5:57 |
| 7.    | Ya Weledi               | 7:07 |
| 8.    | Enogoom Wil Amar        | 6:44 |
| 9.    | Andeel                  | 5:55 |
| 10.   | Gafsa                   | 6:35 |
| 11.   | Ya Albi Ehda            | 9:00 |
| 12.   | Agib                    | 7:35 |
| 71:02 |                         |      |

| 13. | L'Égyptienne (featuring Les Négresses Vertes) | 3:28 |
| 14. | Duden (Spooky remix)                          | 6:59 |

## Classements
| Classements (1997)        | Meilleure position |
| ------------------------- | ------------------ |
| UK Albums Chart           | 128                |
| Suède (Sverigetopplistan) | 53                 |